# Smithia abyssinica
Smithia abyssinica är en ärtväxtart som först beskrevs av Achille Richard, och fick sitt nu gällande namn av Bernard Verdcourt. Smithia abyssinica ingår i släktet Smithia och familjen ärtväxter. Inga underarter finns listade i Catalogue of Life.